# 尚吉巴城市西區
尚吉巴城市西區（英語：Mjini Magharibi Region）是坦尚尼亞31個省之一，面積230平方公里。 尚吉巴西區西邊與印度洋相鄰，北邊與尚吉巴北區相接，東接尚吉巴南區。2012年，尚吉巴西區總人口為593678人。